# Kees Bakker (sportbestuurder)
Cornelis Klaas (Kees) Bakker (Hilversum, 26 oktober 1943 – Arnhem, 25 maart 2020) was een Nederlands voetbalbestuurder en politiefunctionaris.
Bakker was van 1997 tot 2003 korpschef van de regio Gelderland-Midden en maakte voordien deel uit van de korpsleiding in de regio Rotterdam-Rijnmond. Daarnaast was Bakker vanaf 1999 tien jaar voorzitter van toneelgroep Oostpool. Bakker vervulde sinds 2003 verschillende bestuurlijke functies bij SBV Vitesse als commissaris en als bestuurslid, om vervolgens in 2013 voorzitter te worden van Stichting Betaald Voetbal ‘Vitesse-Arnhem’. Drie jaar later werd hij ook kortstondig voorzitter van de Raad van Commissarissen. Na zijn voorzittersrol trad Bakker toe tot de Raad van Advies. Bakker werd vanwege zijn grote verdiensten voor de club in 2016 uitgeroepen tot Gouden Vitessenaar.   
Op 25 maart 2020 overleed Bakker aan COVID-19. De Arnhemmer was al geruime tijd ernstig ziek.